# Долішнє Прахово
Долішнє Пра́хово (болг. Долно Прахово) — село в Кирджалійській області Болгарії. Входить до складу общини Ардино.

## Населення
За даними перепису населення 2011 року у селі проживали 124 особи, з них 114 осіб (99,1%) — турки.
Розподіл населення за віком у 2011 році:
Динаміка населення: